# Komunistyczna Partia Związku Radzieckiego
Komunistyczna Partia Związku Radzieckiego (KPZR, ros. Коммунистическая партия Советского Союза – КПСС, Kommunisticzeskaja partija Sowietskogo Sojuza – KPSS) – ostatnia nazwa założonej w 1903 partii komunistycznej, rządzącej w RFSRR i ZSRR od 1917 do 1991. W latach 1903–1918 funkcjonowała jako frakcja bolszewicka Socjaldemokratycznej Partii Robotniczej Rosji (SDPRR(b)), w latach 1918–1925 jako Rosyjska Komunistyczna Partia (bolszewików), w skrócie RKP(b), w latach 1925–1952 jako Wszechzwiązkowa Komunistyczna Partia (bolszewików), WKP(b) (odrębna Rosyjska Partia Komunistyczna nie istniała).
Formalnie centralną instancją partii był Komitet Centralny (KC), największą zaś realną władzę posiadały jego Biuro Polityczne i Sekretariat Komitetu Centralnego na czele z sekretarzem generalnym. Generalny sekretarz KC był przywódcą całej partii. Sekretariatowi KC podlegały wydziały Komitetu Centralnego, oparte na zasadzie funkcjonalnej i pełniące funkcje ministerstw. W okresie istnienia ZSRR partia miała też swoje republikańskie sekcje (komunistyczne partie republik związkowych ZSRR) z wyjątkiem (do 1990) Rosji. Kontrolowała też większość innych partii komunistycznych na świecie, zarówno formalnie poprzez organizacje międzynarodowe (np. Komintern, Kominform), jak i nieformalnie w wyniku faktycznego zwierzchnictwa ZSRR nad państwami tzw. obozu socjalistycznego oraz sponsorowania i utrzymywania kontaktów w pozostałych krajach przez Wydział Zagraniczny Komitetu Centralnego i radziecki wywiad.

## Geneza

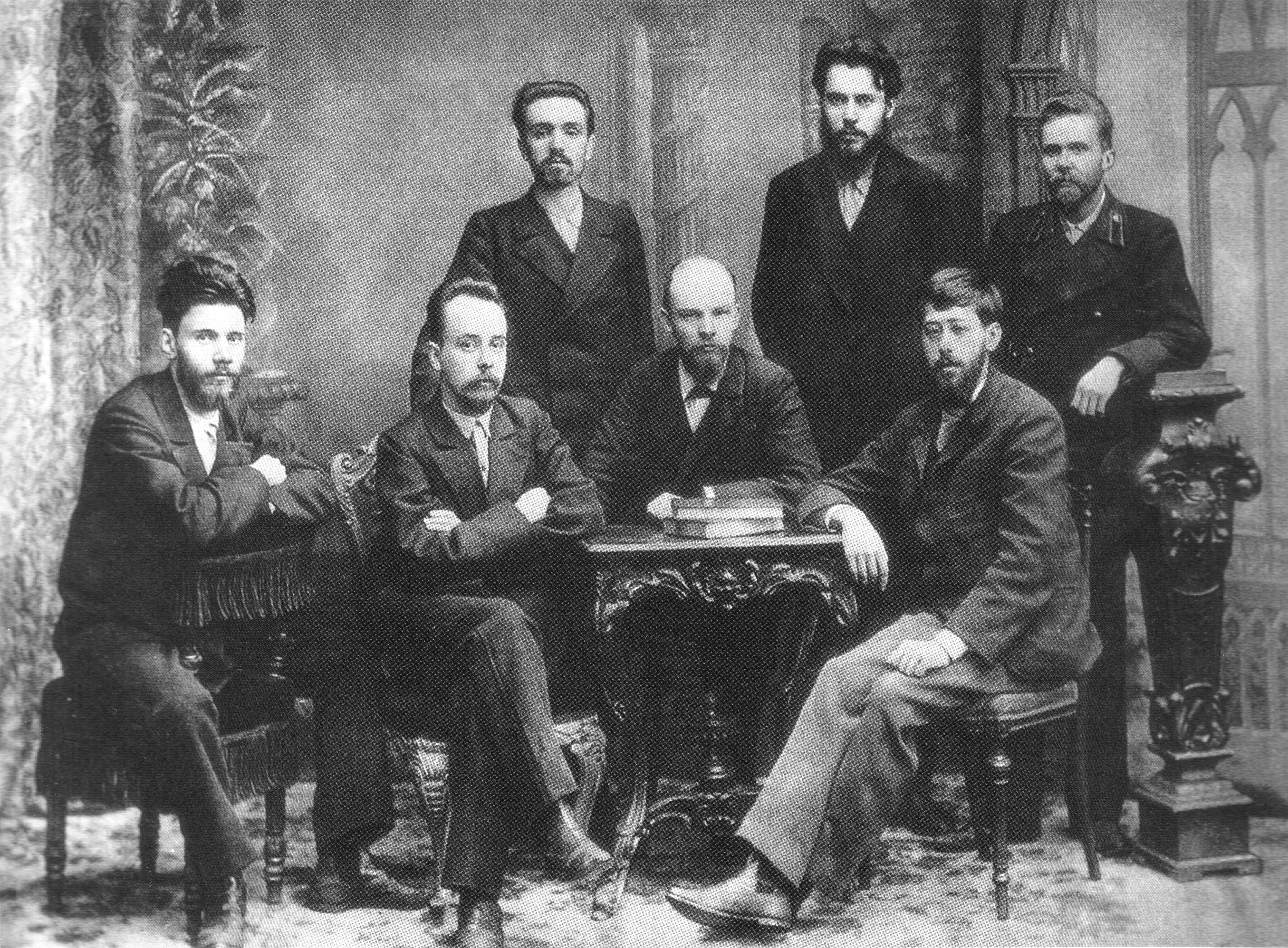
Członkowie Związku Walki o Wyzwolenie Klasy Robotniczej, który był zalążkiem Socjaldemokratycznej Partii Robotniczej Rosji, fot. 1897

Późniejsza KPZR wywodzi się z frakcji bolszewickiej Socjaldemokratycznej Partii Robotniczej Rosji, która wyodrębniła się od socjaldemokracji na jej II Zjeździe w 1903. Na Zjeździe tym zwolennicy Włodzimierza Lenina uzyskali większość; pozostali delegaci dali początek partii mienszewików. Bolszewicy głosili hasła rewolucji socjalnej oraz obalenia caratu i wprowadzenia demokratycznej republiki. Wzięli udział w rewolucji 1905, której upadek osłabił działalność partii i zmusił najwybitniejszych działaczy (Lenin, Grigorij Zinowjew) do emigracji. W trakcie I wojny światowej bolszewicy przyjęli doktrynę pacyfistyczną. Działania antywojenne poważnie osłabiły frakcję bolszewicką, rząd rozpoczął falę represji, które zmusiły działaczy do emigracji lub sprawiły, że trafili oni do więzień. Bolszewicy kontynuowali działalność w podziemiu, gdzie wydawali nielegalne pisma i prowadzili działania o charakterze propagandowym. W listopadzie pod Piotrogrodem odbyła się narada bolszewicka z udziałem m.in. posłów do parlamentu. Narada została zaatakowana przez siły rządowe, a jej uczestnicy zostali skazani na dożywotnie zesłanie na Syberii. Na naradzie zdecydowano o utworzeniu w przyszłości niepodległych republik Rosji, Polski i Niemiec, walce z caratem, szowinizmem wielkorosyjskim, walce o ośmiogodzinny dzień pracy oraz konfiskacie ziem należących do obszarników. Bolszewicy kontynuowali działalność w podziemiu, gdzie wydawali nielegalne pisma i prowadzili działania o charakterze propagandowym.
W trakcie trwania wojny przedstawiciele frakcji szukali poparcia u pacyfistycznie nastawionych socjaldemokratów europejskich (konferencja zimmerwaldzka). Partia po rewolucji lutowej w Rosji uzyskała możliwość legalnego działania. Nie rezygnując z propagandy antywojennej, umacniała wpływy wśród robotników oraz żołnierzy frontowych. Na skutek upadku reżimu carskiego do kraju z emigracji lub zesłania powrócił szereg uchodźców politycznych. Z zesłania wrócili m.in. Lew Kamieniew, Józef Stalin i Lenin. Była organizatorem i główną siłą sprawczą rewolucji październikowej. Wywołanie rewolucji w Rosji stało w opozycji do koncepcji Karola Marksa, który uznawał, że socjalizm może zwyciężyć tylko w kraju z silną klasą robotniczą. Rosyjscy komuniści opierali się jednak początkowo nie na robotnikach, lecz na chłopach. Tuż po rewolucji partia komunistyczna nie zdołała wygrać w zarządzonych jeszcze przez poprzednie władze wyborach do Konstytuanty, nie miało to jednak realnego znaczenia wobec jej dalszych działań. Po krótkim okresie koalicji z partią lewicowych socjalistów-rewolucjonistów (eserów), bolszewicy zaprowadzili w Rosji rządy dyktatorskie i utworzyli państwo o nazwie Rosyjska Federacyjna Socjalistyczna Republika Radziecka. Rząd RFSRR zaproponował natychmiastowe zawieszenie broni na wszystkich frontach i oddanie gruntów (bez żadnego wykupu) rolnych w ręce chłopów. Dysponentami dóbr cerkiewnych, klasztornych i obszarniczych stawały się gminne komitety rolne i rady powiatowe.

## Historia partii

### Okres leninowski
W 1918 roku frakcja bolszewicka przyjęła nazwę Rosyjska Komunistyczna Partia (bolszewików) (RKP(b)), co symbolizowało zerwanie z socjaldemokracją i realizację radykalnego programu rewolucyjnych przekształceń – zbudowania bezklasowego (komunistycznego) społeczeństwa. RKP(b) i partie o podobnym programie utworzyły w 1919 Międzynarodówkę Komunistyczną, która istniała do 1943.
W przeciągu lat 1917–1918 wydano szereg dekretów – wprowadzających ośmiogodzinny dzień pracy, kontrolę robotniczą nad przedsiębiorstwami, o proklamowaniu suwerenności narodów dawnego Imperium, nacjonalizacji banków, zniesieniu rang cywilnych i stanów, wprowadzeniu rozwodów, oddzielenia państwa i edukacji od cerkwi, utworzeniu Armii Czerwonej, nacjonalizacji magazynów zbożowych, handlu zagranicznego, przemysłu naftowego, wielkiego przemysłu, floty handlowej, przedsiębiorstw kolejowych, transportu, młynów, wprowadzeniu kalendarza gregoriańskiego, walki ze spekulacją, konfiskaty majątku rodziny carskiej, likwidacji kolei prywatnych. Przeciwko otworzeniu regularnej armii i włączaniu do niej oficerów z dawnego wojska carskiego opowiedziała się grupa lewicy partyjnej.
Rewolucja odniosła połowiczny sukces: udało się ustanowić tzw. władzę radziecką na całym terytorium Rosji, Zakaukaziu i znacznych obszarach Ukrainy i Białorusi, stłumić wystąpienia „kontrrewolucyjne” (do których zaliczano wszelkie działania antyrządowe – stąd partią kontrrewolucyjną obwołano także niezgadzających się z terrorem mienszewików), zbudować siły zbrojne, które zwyciężyły przeciwników nowej władzy („białych”) oraz wspierające je oddziały interwencyjne zagranicznych mocarstw (wojna domowa w Rosji). Jednocześnie program rozpętania rewolucji światowej i „wyzwolenia” Europy poniósł fiasko, a eksperymenty ekonomiczne (komunizm wojenny) doprowadziły do załamania gospodarczego i klęski głodu w latach 1920–1922, a także licznych powstań, co zmusiło władze do przywrócenia reglamentowanej gospodarki rynkowej (NEP) w 1921. Polityka NEP-u określana mianem kapitalizmu państwowego przyczyniła się do zakończenia wojny domowej i ponownego uzyskania wzrostu ekonomicznego kraju. Partia w 1922 skonsolidowała swoją władzę, tworząc z rządzonych przez siebie republik nowe państwo – Związek Socjalistycznych Republik Radzieckich. Nowe państwo objęło zasięgiem terytorialnym większość obszarów byłego Imperium Rosyjskiego. W 1925 zmieniła nazwę na Wszechzwiązkowa Komunistyczna Partia (bolszewików) – (WKP(b)).

### Okres stalinizmu
Choroba i śmierć stosunkowo młodego Lenina (gdy umierał w 1924 miał 53 lata) – niekwestionowanego przywódcy, spowodowały walkę o władzę w partii. Początkowo najbliżsi współpracownicy Lenina – Grigorij Zinowjew i Lew Kamieniew, w sojuszu ze Stalinem, usunęli uważanego za drugą osobę w partii – Lwa Trockiego, typowanego przez Lenina jako swojego następcę. Trocki rozpoczął kampanię antyrządową, w której oskarżał Stalina o coraz większą konsolidację własnej władzy i otwarcie kontestował stalinowski ustrój ZSRR, za co został zmuszony przez zwolenników stalinizmu do emigracji. Następnie, w sojuszu ze zwolennikami NEPu: Nikołajem Bucharinem, Aleksiejem Rykowem i Michaiłem Tomskim, Stalin usunął Zinowjewa i Kamieniewa. W 1929 sojusz ten upadł, a rządy przejęli zwolennicy Stalina, którzy podjęli decyzję dokończenia przekształceń rewolucyjnych: kolektywizacji rolnictwa, wprowadzenia gospodarki planowej i uprzemysłowienia kraju. Na skutek polityki industrializacji, w 1930 roku Stalinowi udało się zwiększyć kapitał towarowy i zdolności przemysłu ciężkiego. Towarzyszyło temu przekształcenie ZSRR w państwo w pełni totalitarne, oparte na terrorze, a także propagandzie wychwalającej osobę Stalina. Chociaż od XVII Zjazdu WKP(b) w 1934 (zwanego „zjazdem zwycięzców”) niemożliwa była jakakolwiek opozycja, a nawet krytyka, Stalin podejrzewał swoich współpracowników o spiskowanie przeciw niemu. „Wielka czystka”, którą zainicjowało tajemnicze morderstwo popularnego działacza Siergieja Kirowa pochłonęła tysiące działaczy partyjnych: z początku dawnych zwolenników Trockiego, Zinowjewa i Kamieniewa (ich poglądy określano jako „odchylenie lewicowe”), następnie zwolenników Bucharina, Rykowa i Tomskiego (których poglądy określano jako „odchylenie prawicowe”), a w końcu zwolenników Stalina, których podejrzewano o nadmierną niezależność („centrowość”). 

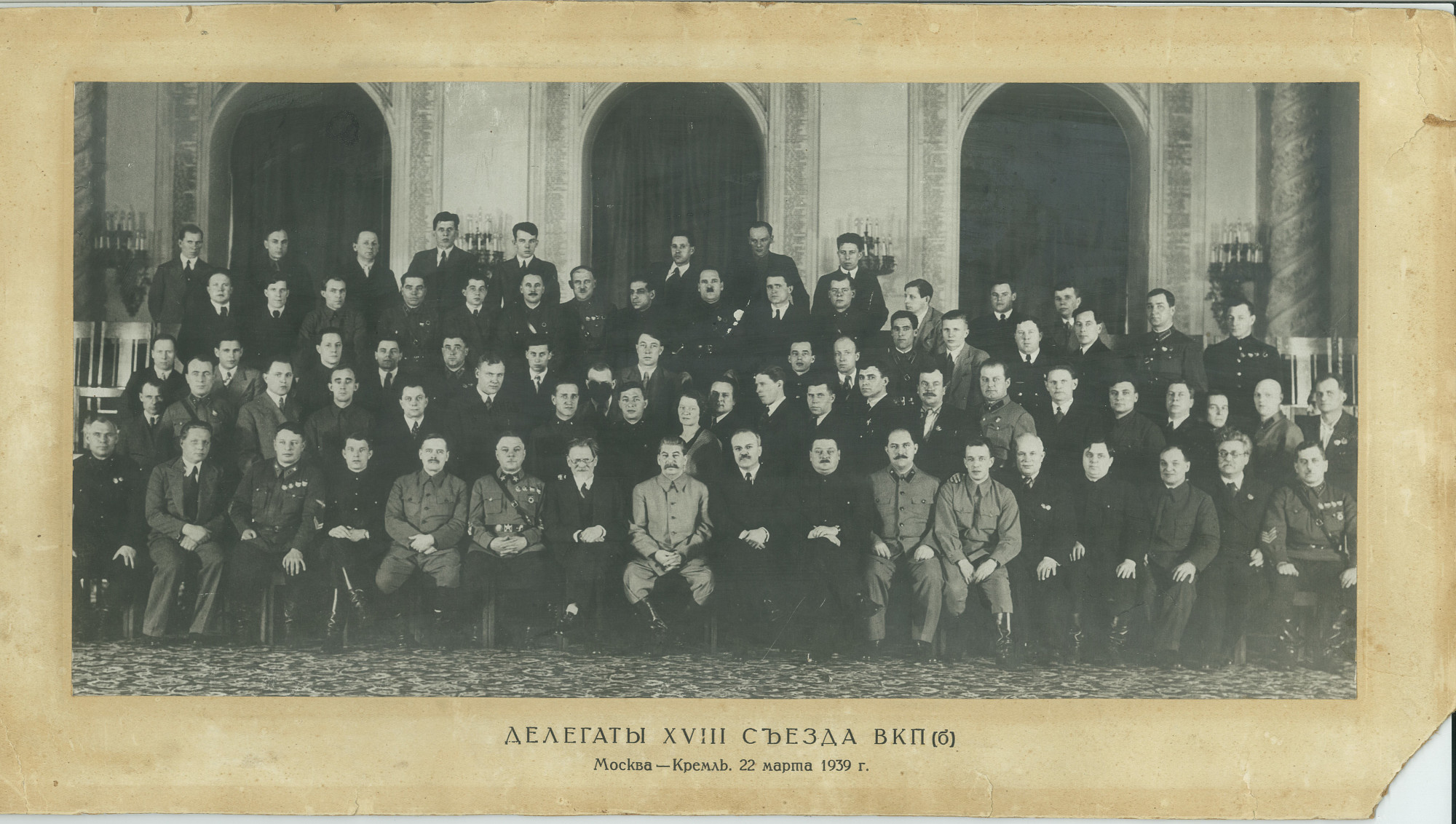
1939: Grupa delegatów pochodzących z Dalekiego Wschodu na zjazd partii

W rezultacie podczas XVIII Zjazdu WKP(b) w 1939 większość uczestników poprzedniego zjazdu sprzed 5 lat już nie żyła lub nie przebywała na wolności, a Stalin zdołał dokonać niemal całkowitej wymiany kadr. Finałem akcji eliminowania przeciwników politycznych było zamordowanie przebywającego na emigracji w Meksyku Lwa Trockiego w 1940. W okresie stalinizmu przyjęto doktrynę zwaną jako socjalizm w jednym kraju która zrywała z pomysłem światowej rewolucji i skupiała się na rozbudowie systemu komunistycznego w jednym kraju, a więc ZSRR.
Po II wojnie światowej partia zwiększyła swoje wpływy w partiach komunistycznych Europy Środkowo-Wschodniej wyzwolonych przez Armię Czerwoną. W 1947 roku z inicjatywy partii powołano Kominform, a więc Biuro Informacyjne Partii Komunistycznych i Robotniczych grupujące partie komunistyczne z Europy Środkowo-Wschodniej, jak i niektóre zachodnie partie. W 1948 roku wybuchł kryzys jugosłowiański, w wyniku którego radziecka partia komunistyczna zerwała stosunki z Komunistyczną Partią Jugosławii.

### Destalinizacja

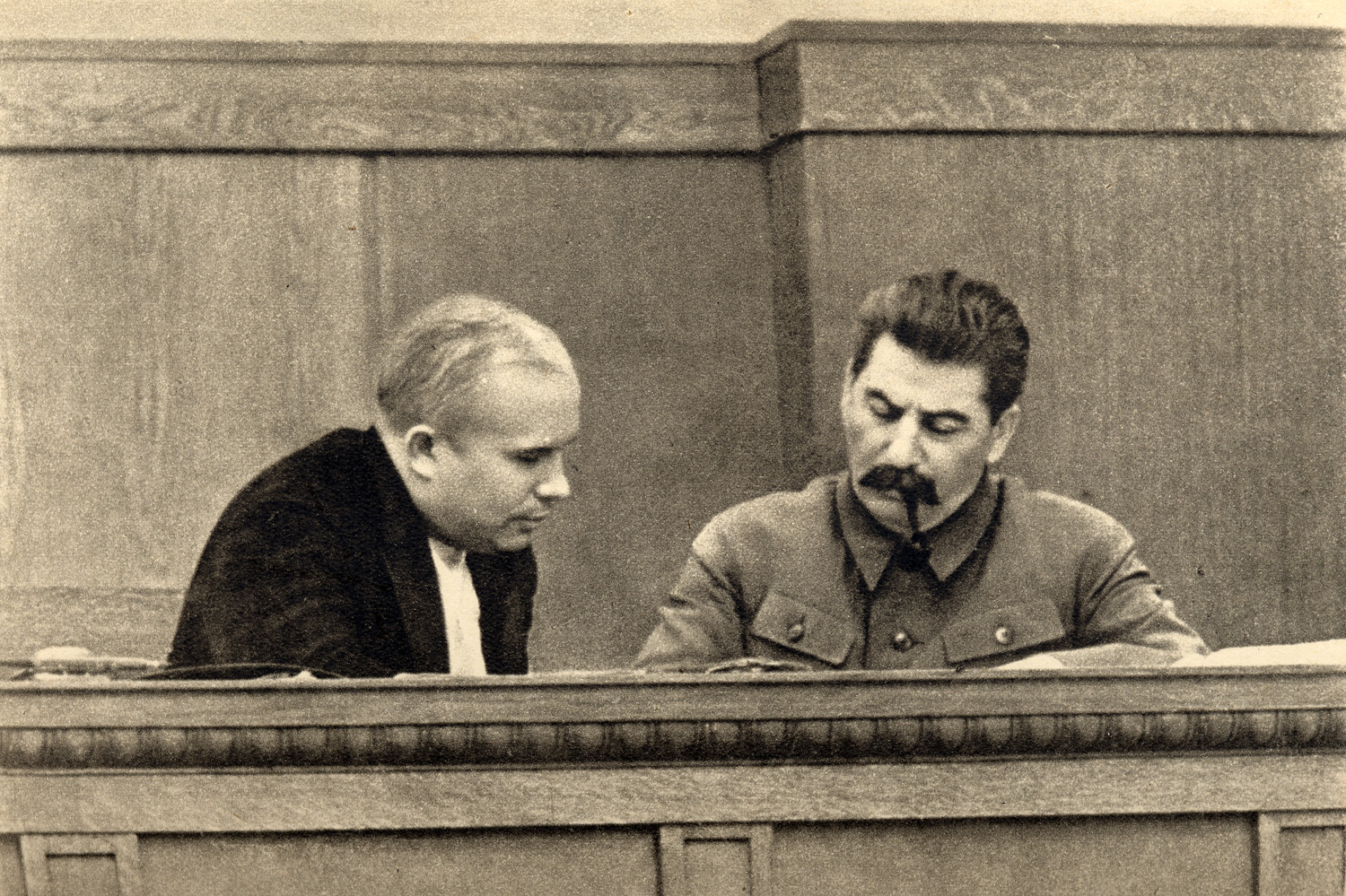
Nikita Chruszczow i Józef Stalin, 1936

Momentem zwrotnym w historii partii (w 1952 przemianowanej na Komunistyczną Partię Związku Radzieckiego – KPZR) była śmierć Stalina 5 marca 1953. W walce o władzę zwyciężył Nikita Chruszczow, który pokonał swoich partyjnych przeciwników (Ławrientij Beria i Gieorgij Malenkow) i objął nowy urząd pierwszego sekretarza KC, będąc faktycznym przywódcą partii i państwa. Postanowił on dokonać liberalizacji systemu („odwilż”) i wycofania się z polityki stalinizmu. Na XX zjeździe KPZR w 1956 wygłosił słynny referat, określający rządy Stalina jako „kult jednostki”, oskarżający go o odejście od „leninowskich norm” oraz rehabilitujący jego ofiary. Destalinizacja została zaakceptowana przez większą część aparatu, a próba obalenia Chruszczowa w 1957 przez stalinowców (Wiaczesława Mołotowa, Łazara Kaganowicza i Gieorgija Malenkowa) nie powiodła się. Za rządów Chruszczowa odnotowano poprawę standardu życia zwykłych obywateli kraju. 108 milionów ludzi pomiędzy 1956 a 1965 rokiem przeniosło się do nowych mieszkań.
Chruszczow umiarkował politykę zagraniczną ograniczając stan napięcia zimnej wojny. Nowa umiarkowana polityka zagraniczna i wewnętrzna wywołała rozłam radziecko-chiński i wywołała rywalizację między KPZR a Komunistyczną Partią Chin o przewodzenie w światowym ruchu komunistycznym. Rywalizacja zakończyła się sukcesem KPZR jednak KPCh wpłynęła na szereg ugrupowań komunistycznych, które przyjęły jednoznacznie antyradziecką doktrynę maoizmu. Zmiana polityki umożliwiła poprawę relacji ze Związkiem Komunistów Jugosławii Josipa Broza Tity, relacje nie stały się jednak tak bliskie, jak chciało tego KPZR. Znaczna liberalizacja wewnętrzna ZSRR wywołała niezamierzone konsekwencje za granicą – powstanie węgierskie 1956 i niepokoje w Polsce – obywatele tych państw poczuli się na tyle pewnie, że zaczęli się buntować przeciwko kontroli ze strony ZSRR. Porażką Chruszczowa okazała się próba poprawy stosunków z Zachodem, co spowodowane było jastrzębią postawą przeciwników w czasach zimnej wojny. Kryzys kubański znacznie osłabił wpływy Chruszczowa w partii. Na krótko przed odsunięciem od władzy próbował wprowadzić program reform wolnorynkowych ekonomisty Ewseja Libermana.
Chruszczow został odsunięty od władzy w dniu 14 października 1964 roku w plenum KC. Jego następcą został Leonid Breżniew, który objął stanowisko pierwszego sekretarza. Premierem został Aleksiej Kosygin. Breżniew odrzucił doktrynę Chruszczowa w praktycznie każdej dziedzinie z wyjątkiem kontynuacji sprzeciwu wobec stalinowskich metod terroru i przemocy politycznej. Częstym zarzutem wobec Breżniewa był rzekomy neostalinizm – w rzeczywistości postać Stalina nigdy nie została w ZSRR zrehabilitowana, a jedynie najbardziej konserwatywne dzienniki w kraju podkreślały pozytywne ich zdaniem cechy jego rządów. W 1966 roku odbył się 23. zjazd partii, na którym Prezydium powróciło do nazwy Biura Politycznego a pierwszy sekretarz ponownie stał się sekretarzem generalnym. Na początku sprawowania swojego urzędu Kosygin eksperymentował z gospodarką i ograniczał produkcję przemysłu ciężkiego w celu zwiększenia produkcji towarów konsumpcyjnych. Podobne reformy zostały wprowadzone na Węgrzech pod nazwą Nowy mechanizm ekonomiczny. Wraz z dojściem do władzy Alexandra Dubčeka w Czechosłowacji (który propagował umiarkowany model leninizmu określany jako socjalizm z ludzką twarzą), wszystkie liberalne próby reform w ZSRR zostały zatrzymane.

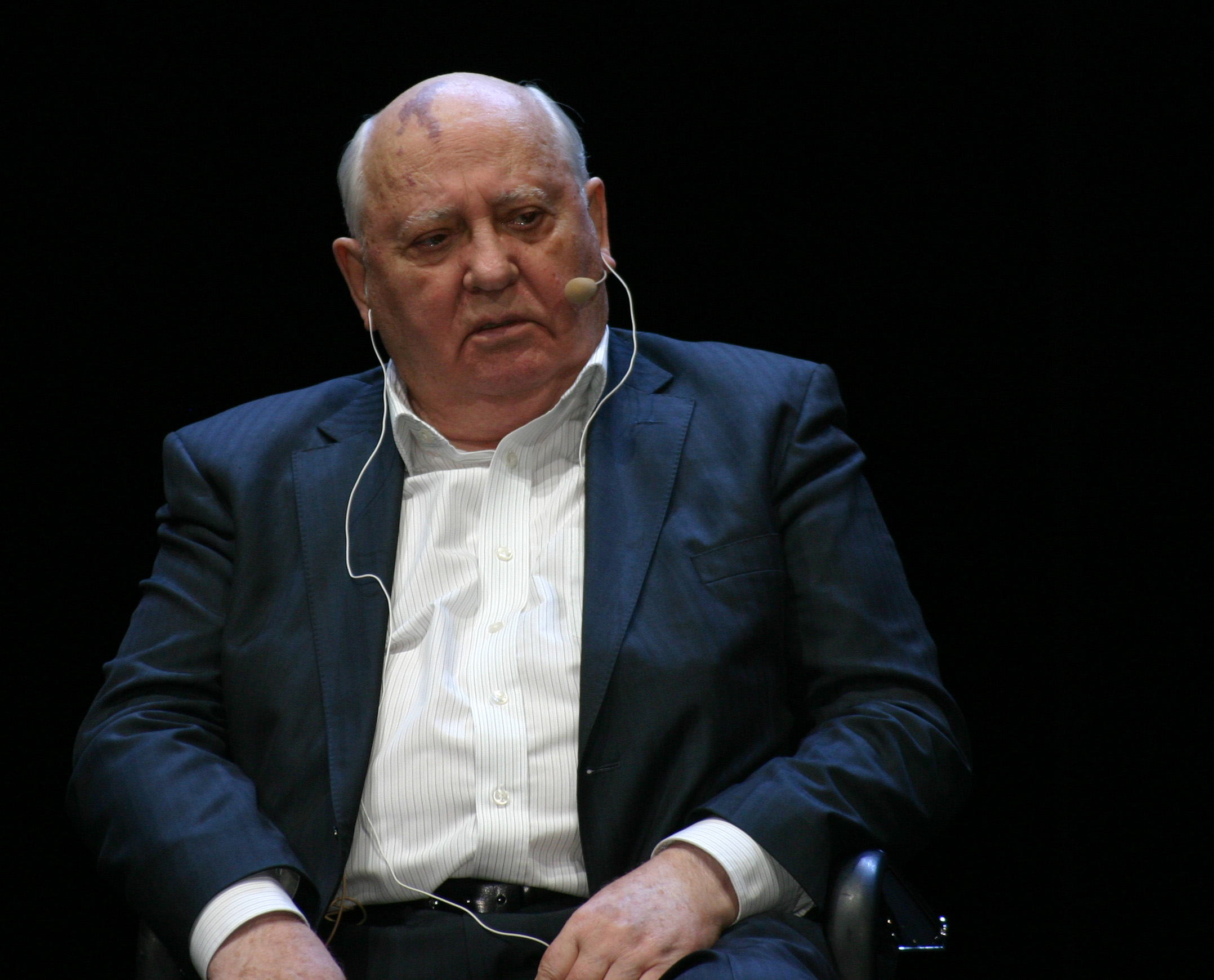
Michaił Gorbaczow (2013)

Breżniew prowadził politykę odprężenia (détente) i zmniejszenia stanu animozji z Zachodem, co miało służyć poprawie wzajemnych relacji politycznych i gospodarczych. W czasie rządów Breżniewa liczba członków KPZR wzrosła z 11 do 19 milionów. Pod koniec lat 70. popadł on w poważne problemy zdrowotne, przez co stał się podatny na manewry działaczy twardogłowych frakcji w KPZR, a w Biurze Politycznym pojawili się coraz bardziej liczni przedstawiciele armii. W rezultacie Breżniew poparł interwencję w Afganistanie w 1979 roku mającą ochronić tamtejszy rząd przed islamskimi mudżahedinami. Breżniew stał się przez to obiektem ataków zachodnich przywódców, przede wszystkim prezydentów USA Jimmy’ego Cartera i Ronalda Reagana oraz premier Wielkiej Brytanii Margaret Thatcher. Zachodnia blokada ZSRR wywoła w tym kraju coraz większą stagnację gospodarczą i polityczną oraz spowodowała, że ZSRR w rozwoju gospodarczym znalazł się w tyle za zachodnimi państwami kapitalizmu (podczas gdy jeszcze w okresie zachodniego kryzysu finansowego lat 1973–1975, KPZR mówił o początku końca kapitalizmu). Breżniew zmarł 10 listopada 1982 roku. 12 listopada jego następcą został Jurij Andropow.
Andropow był zagorzałym antystalinistą i przewodniczącym KGB przez większość rządów Breżniewa. W trakcie rządów wyznaczył on na kierownicze stanowiska w KGB kilku reformatorów z których wielu stało się później wiodącymi współpracownikami Michaiła Gorbaczowa. Andropow zapoczątkował nowy etap liberalizacji ustrojowej pozwalając m.in. na większą wolność prasy i mediów. Choć okres jego rządów był krótki to udało mu się wywrzeć wpływ na dalszą liberalizację systemową poprzez wprowadzenie na ważne stanowiska kolejnych reformatorów – Michaiła Gorbaczowa, Nikołaja Ryżkowa i Jegora Ligaczowa. Poczynił też duży postęp w walce z korupcją. Sam Andropow jako swojego następcę widział Gorbaczowa co zostało jednak zakłócone przez zwolenników konserwatywnego Konstantina Czernienko. Gdy Andropow zmarł 9 lutego 1984 roku jego następcą został Czernienko, który jednak nie był w stanie skonsolidować władzy i objąć kontroli nad organizacją partyjną, która pozostała w strefie wpływów Gorbaczowa. Czernienko zmarł 10 marca 1985 roku, a dzień później jego następcą wybrany został Gorbaczow.

### Okres Gorbaczowa

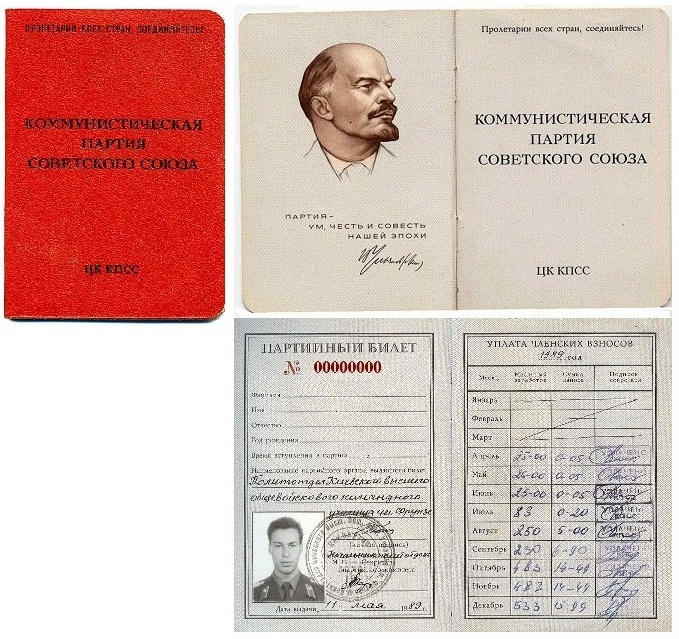
Legitymacja członkowska KPZR z 1989 roku

Gorbaczow objął rządy w ZSRR w chwili stagnacji, pomimo stagnacji ZSRR pozostawało jednak krajem bardzo stabilnym, który bez reform Gorbaczowa był w stanie wkroczyć w XXI wiek. Nowy sekretarz przeprowadził znaczące przetasowanie personelu kierownictwa KPZR zmuszających starych konserwatystów do rezygnacji z urzędu i wprowadzając do władz partii szereg działaczy młodego pokolenia. Gorbaczow rozpoczął program liberalizacji strefy życia publicznego wzywając do ustanowienia pluralizmu socjalistycznego obejmującego wolność słowa i demokratyzację systemową. Polityka ta znana była jako głasnost, czyli jawność. Z reform Gorbaczowa niezadowoleni byli zarówno konserwatyści partyjni, jak i liberałowie skupieni wokół Borysa Jelcyna (który w 1987 roku został odwołany ze stanowiska I sekretarza Komitetu Miejskiego w Moskwie za krytykę rządu). W 1988 roku Gorbaczow poszedł na dalsze ustępstwa względem liberałów, a na 19. Konferencji Partii w tym samym roku skrytykował konserwatywnych przywódców partyjnych – Jegora Ligaczowa, Andrieja Gromyko i Michaiła Sołomiencewa, konserwatyści z kolei skrytykowali Gorbaczowa i jego reformatorów. Konferencja była pierwszym tak wielkim konfliktem wewnątrzpartyjnym od lat 20.
Pod koniec lat 80. KPZR zgodziło się na start w wyborach kandydatów niezależnych, a w 1989 roku odbyły się demokratyczne wybory, w których obywatele zagłosować mogli zarówno na kandydatów niezależnych (zdobyli oni 20% miejsc), jak i kandydatów wystawionych przez KPZR i konkurujących ze sobą. Większość w wyborach zdobyli przeciwnicy dalszych reform. Jednocześnie podtrzymano system jednopartyjny i nie zgodzono się na działalność innych partii. Jeszcze w tym samym roku grupa parlamentarzystów KPZR i niezależnych zawiązała opozycyjną grupę parlamentarną o nazwie Międzyregionalna Grupa Deputowanych. Grupa stała się tym samym pierwszą opozycją parlamentarną w historii Związku Radzieckiego. W marcu 1990 roku Rada Najwyższa ZSRR zdecydowała o zakończeniu monopolu KPZR i zezwoliła na działalność innych partii. Tym samym ZSRR stał się liberalną demokracją. Na mocy demokratycznych przemian Gorbaczow wybrany został na stanowisko prezydenta i stał się niezależny od Biura Politycznego partii.
W lecie 1990 roku odbył się 28. Kongres KPZR, na którym wybrano nowe Biuro Polityczne i zlikwidowano urząd zastępców sekretarza generalnego. W tym samym roku, partia rozpoczęła prace nad nowym programem z roboczym tytułem „W stronę humanistycznego, demokratycznego socjalizmu” który zbliżony był do linii europejskiej socjaldemokracji. Demokratyzacja i zwiększenie praw poszczególnych republik spowodowały wzrost nacjonalizmów narodowych. W efekcie w referendum w 1991 roku, w którym wzięła udział większość mieszkańców republik związkowych, zdecydowana większość opowiedziała się za likwidacją dotychczasowej formuły związku i utrzymaniem jedności w inny sposób. Konserwatywne kręgi KPZR niezadowolone z wyniku referendum przeprowadziły w sierpniu nieudany pucz moskiewski (puczyści na swojego lidera wybrali Giennadija Janajewa), który obalił co prawda na krótko Gorbaczowa, jednak puczystom nie udało się zatrzymać rozpadu kraju. Po tym gdy Gorbaczow powrócił do władzy, zrezygnował z przewodzenia partii i oddał swoje stanowisko partyjne Wołodymyrowi Iwaszko. 29 sierpnia tego samego roku partia została rozwiązana po tym gdy Gorbaczow wezwał do jej samorozwiązania, a parlament rosyjski zadecydował o jej likwidacji, prawnego zakazania działalności i zasekwestrowaniu jej majątku. Podobne decyzje podejmowano równolegle w pozostałych republikach radzieckich. Gorbaczow zrezygnował z prezydentury 25 grudnia, a następnego dnia doszło do oficjalnego rozwiązania ZSRR.

## Komsomoł

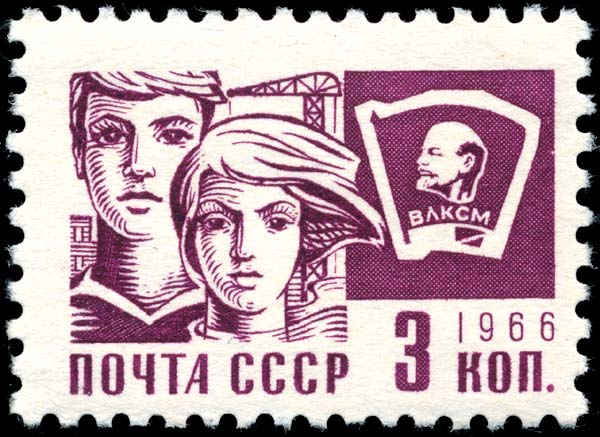
Znaczek poczty ZSRR poświęcony Komsomołowi

Wszechzwiązkowy Leninowski Komunistyczny Związek Młodzieży powszechnie określany jako Komsomoł był skrzydłem młodzieżowym KPZR działającym pod kierownictwem Komitetu Centralnego partii. Organizacja odpowiedzialna była za szerzenie wśród młodzieży idei komunizmu i organizowanie uroczystości państwowych. Struktura młodzieżówki była ściśle wzorowana na KPZR. Najwyższym organem był Kongres, mniejsze znaczenie miało Biuro Polityczne i KC Sekretariatu. Organem prasowym organizacji było pismo Komsomolskaja prawda. Na poziomie republikańskim działacze młodzieżówki mieli duże znaczenie polityczne i byli powoływani do Biura Politycznego.

## Organ prasowy KPZR
Organem prasowym KC partii była „Prawda” pozostająca najbardziej poczytną gazetą w Związku Radzieckim. W 1908 roku Lew Trocki założył pismo, które pierwotnie ze względu na carską cenzurę wydawane było na emigracji w Wiedniu. Pismo było wówczas związane z mienszewikami, do których należał wtedy Trocki. Największy nakład pisma wyniósł 120 tysięcy egzemplarzy. Egzemplarze pisma po wydrukowaniu były przerzucane z Wiednia na teren carstwa. Ostatni numer pisma ukazał się w 1912 roku. W tym samym roku gazetę reaktywowali bolszewicy. Siedzibą pisma stał się Sankt Petersburg. W 1975 roku gazeta osiągnęła nakład 10,6 miliona egzemplarzy.

## Ideologia
Podstawą ideologii KPZR był marksizm-leninizm. Doktryna ta uprawniała KPZR do roli partii awangardowej. Marksizm-leninizm KPZR pomimo wielu zmian na przestrzeni lat, miał kilka centralnych założeń, które pozostawały niezmienne. Głównym z założeń była pozycja KPZR w ustroju politycznym ZSRR, partia od początku do niemal końca istnienia kraju była jedyną legalną partią polityczną co uprawomocniła konstytucja z 1977 roku w której znalazł się zapis o przewodniej roli partii w systemie. Choć partia w różnych okresach czasu eksperymentowała z gospodarką mieszaną i rynkową, to w oficjalnym dyskursie politycznym od okresu Stalina aż do okresu Gorbaczowa KPZR pozostawała partią komunistyczną konsekwentnie opowiadającą się w gospodarce za socjalizmem państwowym i przeciw kapitalistycznym formom gospodarki. Pogląd ten był jedynie symboliczny, a od lat 80. KPZR w praktyce prowadziła politykę prywatyzacji, którą Gorbaczow usprawiedliwiał odwołaniami do Lenina i Nikołaja Bucharina, którzy w 1920 roku wprowadzili model Nowej Polityki Gospodarczej stanowiącej odmianę państwowego kapitalizmu. Radziecki marksizm-leninizm uzasadniał nacjonalizm, a każde zwycięstwo ZSRR przedstawiane było jako zwycięstwo ruchu komunistycznego jako całości. Radziecki nacjonalizm był w dużej mierze oparty na etnicznym nacjonalizmie rosyjskim. Marksizm-leninizm podkreślał znaczenie konfliktu światowego między kapitalizmem a socjalizmem od czego później znacznie odstąpiono przyjmując w okresie poststalinowskim pokojowe współistnienie. Szczególnie na początku istnienia partii istotne były odwołania do ateizmu.
Marksizm-leninizm był w znacznej mierze dalszy od marksizmu tradycyjnego i kontestował szereg marksistowskich dogmatów. Lenin początkowo odrzucił wiodącą rolę klasy robotniczej uważając, że w rosyjskiej rewolucji największe znaczenie ma klasa najbardziej uciśniona, a więc chłopstwo. Na gruncie pragmatyzmu Lenin porzucił też tezę Karola Marksa dotyczącą priorytetu ekonomii nad polityką.
Okresem odejścia od marksizmu-leninizmu był czas stalinizmu, który odnosił się bezpośrednio do myśli i polityki Stalina. Stalinizm odrzucał marksistowsko-leninowską tezę o rewolucji światowej i przyjmował koncepcję socjalizmu w jednym kraju, która na wiele lat stała się najważniejszym elementem ideologii partii. Według tej doktryny najważniejsza była budowa socjalizmu w ZSRR pozostającego w odosobnieniu od otaczających ten kraj państw kapitalistycznych. Stalin zakończył etap eksperymentów gospodarki mieszanej okresu Lenina i wprowadził centralne planowanie, likwidując przy tym prywatną przedsiębiorczość i kolektywizując radzieckie rolnictwo. Stalin zbudował wokół siebie kult jednostki, a coraz większa biurokracja pozostawała w sprzeczności z marksistowskim pojęciem obumierania państwa.

## Spadkobiercy KPZR
Później w wielu dawnych republikach ZSRR powstało wiele nowych partii komunistycznych, wobec czego podjęto pomysł ich zjednoczenia i wskrzeszenia dawnej wielkiej partii. W 1992 grupa konserwatywnych komunistów z Olegiem Szeninem na czele „odbudowała” (faktycznie założyła od nowa) KPZR (właściwie Związek Partii Komunistycznych – Komunistyczna Partia Związku Radzieckiego) i ogłosiła jej oficjalną reaktywację (tzw. XXIX Zjazd Odnowicielski KPZR). W skład reaktywowanej KPZR weszły: Komunistyczna Partia Federacji Rosyjskiej, Rosyjska Komunistyczna Partia Robotnicza, Sojusz Komunistów Rosji, Partia Komunistów Rosyjskich, Komunistyczna Partia Republiki Tatarstan (obecnie w składzie KPFR), Komunistyczna Partia Ukrainy, Sojusz Komunistów Ukrainy, „Ruch dla Demokracji, Społecznego Rozwoju i Sprawiedliwości na Białorusi”, Partia Komunistów Republiki Mołdawii, Komunistyczna Partia Republiki Naddniestrzańskiej, Zjednoczona Komunistyczna Partia Gruzji, Komunistyczna Partia Abchazji, Komunistyczna Partia Azerbejdżanu, Sojusz Robotników Armenii, Komunistyczna Partia Kazachstanu, Komunistyczna Partia Tadżykistanu, Komunistyczna Partia Uzbekistanu, Komunistyczna Partia Kirgistanu, Komunistyczna Partia Estonii, Sojusz Komunistów Łotwy, Komunistyczna Partia Litwy. Nowa partia sądziła się przed Trybunałem Konstytucyjnym z administracją państwową o anulowanie decyzji o niekonstytucyjności KPZR z 1991 i usiłowała przejąć majątek swojej poprzedniczki.
Na terytorium dawnego ZSRR działało lub działa nadal wiele innych partii nawiązujących do starej partii Lenina (kilkakrotnie podejmowano próby ich różnorakiego zjednoczenia). Najznaczniejszą z nich jest druga siła rosyjskiego parlamentu, uznawana często za spadkobiercę KPZR, KPFR z Giennadijem Ziuganowem, który od początku działalności w rosyjskim ruchu komunistycznym dążył do połączenia ideologii komunizmu z rosyjskim nacjonalizmem. Partia oficjalnie reprezentuje ideologie socjalizmu XXI wieku i marksizmu-leninizmu, niemniej jednak część źródeł klasyfikuje ją jako partię narodową o profilu lewicowym. W gospodarce domaga się przejścia z kapitalizmu do socjalizmu mającego jednak postać zmodernizowaną do współczesnych realiów, socjalizm w rozumieniu partii jest gospodarką mieszaną, w którym funkcjonować będą prywatne małe i średnie przedsiębiorstwa.

## Liderzy SDPRR(b) – RKP(b) – WKP(b) – KPZR
- 23 sierpnia 1903[75] – 21 stycznia 1924 – Włodzimierz Lenin (od podziału na bolszewików i mienszewików de facto lider bolszewików)
- 21 stycznia 1924 – 5 marca 1953 – Józef Stalin (od 3 kwietnia 1922 sekretarz generalny KC, od 10 lutego 1934 formalnie tylko sekretarz KC)
- 5–14 marca 1953 – Gieorgij Malenkow (sekretarz KC)
- 14 marca 1953 – 14 października 1964 – Nikita Chruszczow (sekretarz KC, od 7 września 1953 pierwszy sekretarz KC)
- 14 października 1964 – 10 listopada 1982 – Leonid Breżniew (pierwszy sekretarz KC, od 8 kwietnia 1966 generalny sekretarz KC)
- 12 listopada 1982 – 9 lutego 1984 – Jurij Andropow (generalny sekretarz KC)
- 13 lutego 1984 – 10 marca 1985 – Konstantin Czernienko (generalny sekretarz KC)
- 11 marca 1985 – 24 sierpnia 1991 – Michaił Gorbaczow (generalny sekretarz KC)
- 24–29 sierpnia 1991 – Wołodymyr Iwaszko (generalny sekretarz KC, p.o.)